# Jasmine Paolini
Jasmine Paolini (Bagni di Lucca, 4 de janeiro de 1996) é uma tenista italiana. Ela alcançou a classificação WTA mais alta de sua carreira, no 4º lugar em simples e 4º em duplas. Paolini conquistou 3 títulos de simples e 9 títulos de duplas no WTA Tour. Ela também ganhou um título de simples no WTA Challenger Tour junto com treze títulos de simples e quatro títulos de duplas no Circuito Feminino da ITF.

## Vida pessoal
Paolini nasceu de pai italiano e mãe descendente de ganenses e poloneses.

## Carreira profissional

### 2015: estreia no WTA Tour
Paolini recebeu um "wild card" na chave principal do torneio de duplas no Aberto da Itália, em parceria com Nastassja Burnett [en].

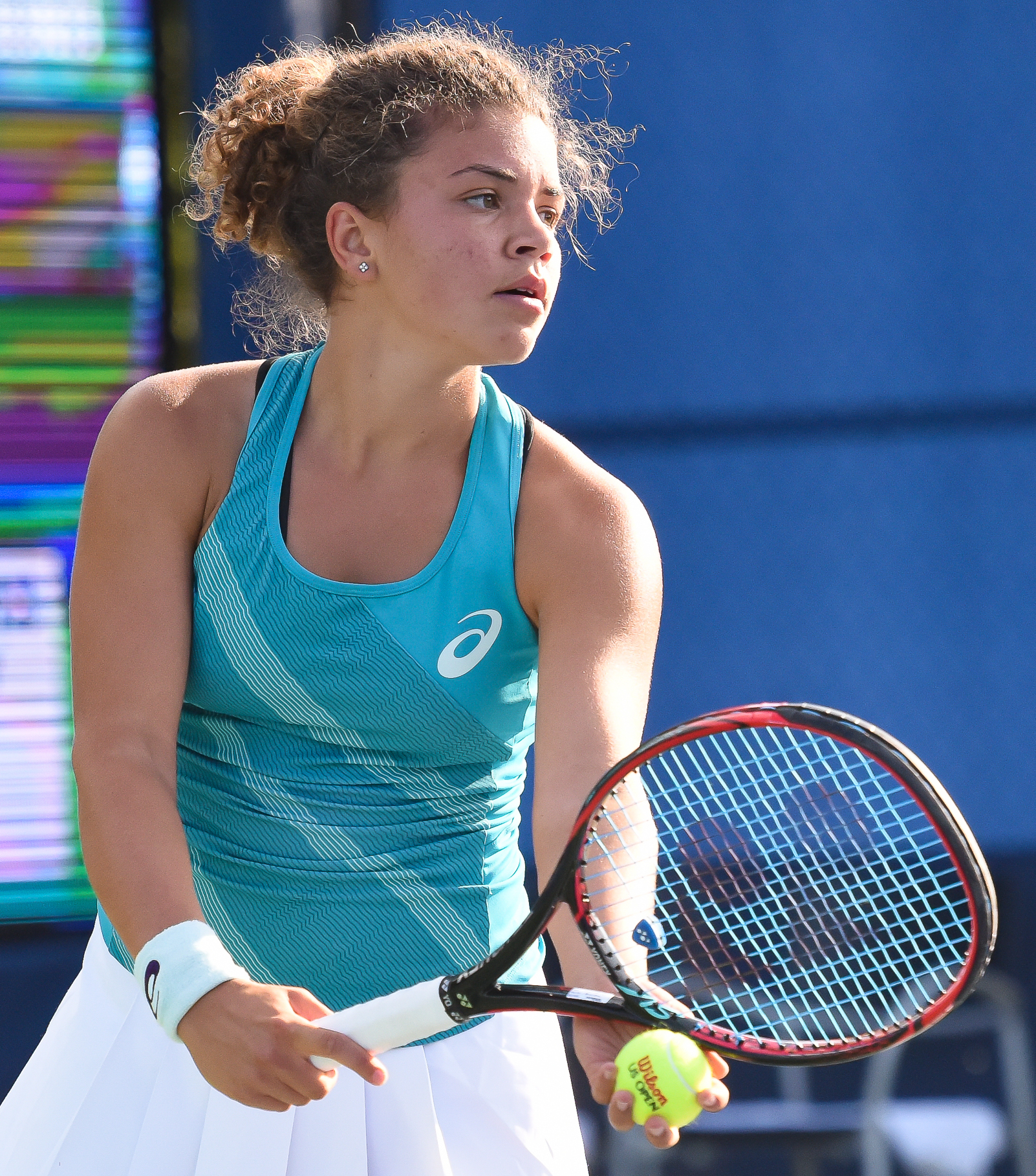
Paolini na qualificatória do US Open, 2017.

### 2018: Primeira vitória no WTA
Depois de não conseguir se classificar para o Australian Open, Paolini se juntou à seleção italiana na Fed Cup em duas ocasiões.
Em 1º de maio de 2018, no Aberto de Praga, ela venceu sua primeira partida como uma "lucky loser" sobre uma jogadora do top 20 ao vencer Daria Kasatkina e, no dia seguinte, derrotou Anna Karolína Schmiedlová.

### 2021: Primeiros títulos de simples e duplas do WTA, estreia nas Olimpíadas e no top 100, terceira rodada do WTA 1000
Entrando no US Open sem ser uma das cabeças de chave, Paolini derrotou Yaroslava Shvedova na primeira rodada em sets diretos, mas depois caiu para a 18ª cabeça de chave Victoria Azarenka.
Ela conquistou seus primeiros títulos em duplas e simples, respectivamente, no Hamburg European Open em julho e no Aberto da Eslovênia em Portoroz em setembro, derrotando três cabeças de chave no caminho. Como resultado, ela subiu no ranking para a 64ª posição mundial, em 20 de setembro de 2021.
Em outubro, ela alcançou pela primeira vez a terceira rodada de um torneio WTA 1000 no Indian Wells Open como uma "lucky loser", onde derrotou a 14ª cabeça de chave Elise Mertens na segunda rodada.

### 2022: estreia no Top 50, segunda terceira rodada consecutiva em Indian Wells, primeira vitória no top 10
Ela repetiu o feito no Indian Wells Open alcançando novamente a terceira rodada derrotando a segunda cabeça de chave Aryna Sabalenka pela primeira vitória entre as 10 primeiras em sua carreira. Como resultado, ela entrou nos torneios WTA 1000 em Madri e em Roma diretamente na chave principal.

### 2023: Segundo título WTA Challenger
Em maio, Paolini entrou diretamente na chave principal do Aberto da Itália, onde venceu  Wang Xinyu em três sets na primeira rodada e perdeu para a número 6 do mundo e sétima cabeça de chave Elena Rybakina na segunda em sets diretos. Em seguida, ela ganhou o Firenze Ladies Open em Florença com uma vitória sobre Taylor Townsend. Em Roland Garros, ela venceu Sorana Cirstea em três sets na primeira rodada e perdeu para Olga Danilovic na segunda em sets diretos. Em junho, ela chegou à final do Makarska Open onde perdeu para Mayar Sherif em três sets num jogo duro.
A temporada em quadras de grama foi discreta, em Birmingham, perdeu na primeira rodada para Magda Linette em três sets; em Eastbourne, ela passou por duas jogadoras da casa na qualificatória mas perdeu na primeira rodada da chave principal para a cabeça de chave n° 4 Ons Jabeur; e em Wimbledon foi derrotada na primeira rodada por Petra Kvitova.
De volta às quadras de saibro, Paolini fez uma boa campanha no Palermo Ladies Open, onde venceu Arantxa Rus na primeira rodada, Dayana Yastremska nas oitavas e Daria Kasatkina nas quartas, todos jogos de três sets. Na semifinal derrotou Sara Sorribes Tormo em sets diretos e perdeu a final para a cabeça de chave n° 2 Zheng Qinwen em três sets.
Em seguida, Paolini voltou às quadras duras na América do norte, primeiro no Aberto do Canadá, no qual chegou à terceira rodada onde perdeu para Jessica Pegula em sets diretos. No torneio seguinte em Cincinnati, ela chegou às quartas de final, onde perdeu para Coco Gauff em sets diretos. Depois disso, teve participações discretas em Cleveland, segunda rodada; no US Open, primeira rodada; em San Diego, primeira rodada e Guadalajara, segunda rodada.
A performance de Paolini melhorou bastante na temporada asiática. No Aberto da China ela derrotou a décima quinta cabeça de chave, Beatriz Haddad Maia na primeira rodada em jogo de três sets,  Yuan Yue na segunda, também em jogo de três sets e nas oitavas de final, fez um jogo duro contra a cabeça de chave número um Aryna Sabalenka, apesar de ter perdido em dois sets. Na sequência ela chegou à semifinal do Zhengzhou Open a qual perdeu para a eventual campeã Zheng Qinwen em sets diretos.
Depois disso, o próximo compromisso de Paolini foi em Monastir na Tunísia, onde manteve o bom desempenho, chegando à final do torneio que acabou perdendo para Elise Mertens em sets diretos.

### 2024: Quarta rodada de Grand Slam, Top 25
No início do ano, Paolini participou com o Time Itália da United Cup. Lá, em suas partidas de simples, ela venceu Angelique Kerber do Time Alemanha em sets diretos e perdeu para Caroline Garcia do Time da França em jogo de três sets. Seu próximo compromisso foi no Adelaide International. Lá, ela perdeu para Cristina Bucsa na primeira rodada em sets diretos. Depois disso, partiu para o Australian Open, no qual, como "cabeça de chave" N° 26, ela chegou à quarta rodada pela primeira vez em sua carreira, nunca tendo passado da segunda rodada de um torneio Major, ela venceu  Diana Shnaider na primeira rodada em sets diretos, Tatjana Maria na segunda também em sets diretos, e Anna Blinkova mais uma vez em sets diretos na terceira. Na sequência, em uma campanha inédita para ambas, ela perdeu para Anna Kalinskaya, na quarta rodada também em sets diretos. Apesar da derrota, ela alcançou uma nova classificação, a mais alta de sua carreira, entre as 25 primeiras.
Prosseguindo sua campanha em quadras duras, agora na Europa, Paolini participou do Upper Austria Ladies Linz, onde, como "cabeça de chave" N° 6, perdeu para Katie Boulter na primeira rodada em sets diretos. Na chave de duplas, ela e sua parceira Sara Errani foram campeãs do torneio, vencendo na final a dupla "cabeça de chave" N° 1, Nicole Melichar-Martinez / Ellen Perez, em jogo decidido no "super tiebreak". Já no Oriente Médio, Paolini participou do Qatar Open, onde perdeu para Emma Navarro na primeira rodada em sets diretos. No torneio seguinte, em Dubai, teve um excelente desempenho, passando pelas cabeças de chave: Beatriz Haddad Maia, Maria Sakkari e Elena Rybakina (por desistência da adversária), em seu caminho para a final contra Anna Kalinskaya, partida que venceu em jogo de três sets muito equilibrados, obtendo o título. No giro americano, chegou às oitavas de final em Indian Wells e na segunda rodada em Miami.
Paolini iniciou a temporada em quadras de saibro no Porsche Tennis Grand Prix onde venceu Sara Errani na primeira rodada em sets diretos, a cabeça de chave N° 7 Ons Jabeur na segunda também em sets diretos mas perdeu nas quartas de final para a cabeça de chave N° 4 e eventual campeã Elena Rybakina em jogo de três sets. Já no Aberto de Madri, ela chegou às oitavas de final onde perdeu para Mirra Andreeva em sets diretos, porém equilibrados. No Aberto de Roma, ela perdeu sua partida de estreia para Mayar Sherif em jogo de três sets. Já na chave de duplas desse torneio, com a parceira Sara Errani, elas conquistaram o título, vencendo a dupla Coco Gauff / Erin Routliffe na final, em jogo de três sets. Já no Aberto da França, Paolini fez uma excelente  campanha, como cabeça de chave No 12, venceu Daria Saville, na primeira rodada em sets diretos, venceu a "lucky loser" da qualificatória, Hailey Baptiste [en], na segunda, em mais um jogo de sets diretos, venceu Bianca Andreescu, na terceira, em jogo de três sets, chegando às oitavas de final, onde venceu Elina Avanesyan, em outro jogo de três sets. Nas quartas de final, surpreendeu a cabeça de chave N° 4, Elena Rybakina, vencendo a partida em mais um jogo de três sets. Na sua semifinal, enfrentou Mirra Andreeva, jogo que venceu em sets diretos. Na final, enfrentou a cabeça de chave N° 1, Iga Swiatek, jogo que perdeu em rápidos sets diretos, ficando com o vice-campeonato.
Paolini começou a temporada em quadras de grama no Eastbourne International, no qual, como cabeça de chave N° 3, ficou de "bye" na primeira rodada, passou por Elise Mertens, no seu jogo de estreia quando a adversária foi forçada a desistir por contusão ainda no primeiro set, e venceu Katie Boulter, nas quartas de final em sets diretos. Na sua semifinal, perdeu para a cabeça de chave N° 6 e eventual campeã, Daria Kasatkina, de virada, em jogo de três sets.